# Rio Fălcoaia
O Rio Fălcoaia é um rio da Romênia, afluente do Cătuşa, localizado no distrito de Galaţi.